# Sylvia (pel·lícula de 2003)
|  | Per a altres significats, vegeu «Sylvia». |

Sylvia és una pel·lícula britànica dirigida per Christine Jeffs estrenada l'any 2003. És la història real de Sylvia Plath, una escriptora estatunidenca i el seu marit Ted Hughes, un poeta anglès. Ha estat doblada al català.

## Argument
L El film comença per la seva trobada a Cambridge l'any 1956 i s'acaba amb el suïcidi de Sylvia Plath l'any 1963. La poetessa estatunidenca Sylvia Plath (Paltrow) era una apassionada i intel·ligent dona que es va casar amb el premiat poeta anglès Edward Hughes. Tant ell com ella van ser destacats escriptors del segle xx. El 1956, Sylvia, que estudia a Anglaterra amb una beca, coneix a Ted. La mútua atracció és tant física com a intel·lectual. Quan Sylvia acaba els seus estudis i li ofereixen una plaça com a professora als Estats Units, la parella es trasllada a viure allà.

## Repartiment
- Gwyneth Paltrow: Sylvia Plath
- Daniel Craig: Ted Hughes
- Michael Gambon: Professor Thomas
- Jared Harris: Al Alvarez
- Blythe Danner: Aurelia Plath
- Amira Casar: Assia Wevill
- Lucy Davenport: Doreen

## Al voltant de la pel·lícula
- Frieda Hughes, la filla de Sylvia i Ted, ha acusat els directors del film de treure'n profit de la mort de la seva mare.
- Crítica: "Retrat respectuós i ben documentat. (...) pretén mantenir distàncies, ser imparcial (...) acurada posada en escena (...) Però es queda en la superfície respecte de les grans respostes que envolten a tota vida truncada com la de Plath."[3]